# Mimusops penduliflora
Mimusops penduliflora är en tvåhjärtbladig växtart som beskrevs av Adolf Engler. Mimusops penduliflora ingår i släktet Mimusops och familjen Sapotaceae. IUCN kategoriserar arten globalt som starkt hotad. Inga underarter finns listade i Catalogue of Life.